# Terminator 3: Bunt maszyn
Terminator 3: Bunt maszyn (ang. Terminator 3: Rise of the Machines) – amerykański film fantastycznonaukowy z 2003 roku w reżyserii Jonathana Mostowa, trzeci pełnometrażowy film z serii Terminator, kontynuacja filmu Terminator 2: Dzień sądu z 1991.
Serwis Rotten Tomatoes przyznał filmowi wynik 69%.

## Obsada
- Arnold Schwarzenegger –
  - Terminator T-850
  - sierżant William Candy (sceny usunięte)[2]
- Kristanna Loken – T-X
- Nick Stahl – John Connor
- Claire Danes – Kate Brewster
- David Andrews – Robert Brewster
- Mark Famiglietti – Scott Petersen
- Earl Boen – doktor Peter Silberman

## Fabuła
Dziesięć lat po wysłaniu przez Skynet cyborga T-1000, nowy model Terminatora: T-X, zostaje przeniesiony w czasie z misją zgładzenia Johna Connora (Nick Stahl) oraz przyszłych oficerów jako drugorzędne cele. Tym razem jest to Terminator o wyglądzie kobiety, nazywany Terminatrix (Kristanna Loken). Tak jak wcześniej, Ruch Oporu wysyła w przeszłość samotnego wojownika – przeprogramowanego Terminatora T-850 (Arnold Schwarzenegger), który ma zapobiec śmierci Johna Connora.

## Produkcja
- wytwórnia – C-2 Pictures, Intermedia Films, IMF Internationale Medien und Film GmbH & Co. Produktions KG, Mostow/Lieberman Productions, IMF Internationale Medien und Film GmbH & Co. 3. Produktions KG
- producent wykonawczy – Gale Anne Hurd, Moritz Borman, Guy East, Aslan Nadery, Dieter Nobbe, Volker Schauz, Nigel Sinclair
- według pomysłu Johna Brancato, Tediego Sarafiana
- charakteryzacja – Jeff Dawn, Steve LaPorte, Louis Lazzara, Terry Wolfinger
- charakteryzacja specjalna – Stan Winston, John Rosengrant, Jim Charmatz
- dźwięk – Steven Ticknor, Stephen Hunter Flick, Kevin O’Connell, Greg Russell
- efekty wizualne – Pablo Helman, Dion Hatch, Ian Hunter, Kenneth Jones, Gábor Marinov, Kenneth Nakada, John Nugent, Greg Strause, Tony Cutrono, Neil Krepela
- cyfrowa animacja – Jeff Doran, Samir Hoon, Don Lee, Robert Marinic, Richard McBride, David Meny, Danny Gordon Taylor, Dennis Turner
- cyfrowa postprodukcja Intermediate – Hilda Saffari
- efekty specjalne – Allen Hall, Joe Montenegro, Jim Charmatz
- efekty mechaniczne – Stan Winston, Bob Mano, William Clay, Sunny Lee, John Rosengrant
- miniatury – David Merritt, Dave Fogler, Scott Schneider, Brian Gernand
- kamery – Panavision Primo
- negatyw – Kodak 5246, Kodak 5274, Kodak 5279 35mm
- format obrazu – 2,35 : 1
- format rejestracji – Super 35
- format master – Digital Intermediate

### Efekty specjalne do filmu
- Industrial Light & Magic
- Beau LLC
- CIS Hollywood
- Digic Pictures
- Digiscope
- Giant Killer Robots
- Hydraulx
- New Deal Studios
- Riot
- Sandbox Pictures
- Stan Winston Studio
- Useful Company
- BiPack Inc.
- EFilm

### Ekipa filmowa odwiedziła
- Los Angeles, Kalifornia, USA
- Beverly Hills, Kalifornia, USA
- Culver City Studios, Kalifornia, USA
- Glendale, Kalifornia, USA
- Griffith Park – 4730 Crystal Springs Drive, Los Angeles, Kalifornia, USA
- Los Angeles Center Studios – 450 South Bixel Street, Downtown, Los Angeles, Kalifornia, USA
- Hollywood, Los Angeles, Kalifornia, USA
- Rockwell Defense Plant – Bellflower & Imperial Highway, Downey, Kalifornia, USA
- Cmentarz Rose Hills, Whittier, Kalifornia, USA
- Sunland, Los Angeles, Kalifornia, USA
- Teksas, USA
- Tujunga, Los Angeles, Kalifornia, USA